# Okazaki-shuku

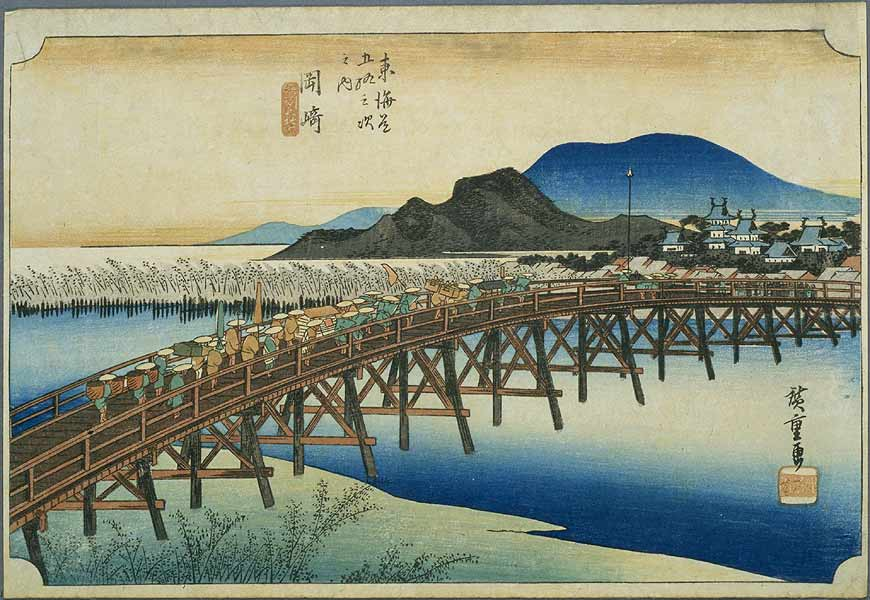
Stacja w latach 30. XIX wieku, Hiroshige Andō

Okazaki-shuku (jap. 岡崎宿 Okazaki-shuku) – trzydziesta ósma z 53 stacji szlaku Tōkaidō, położona obecnie w mieście Okazaki, w prefekturze Aichi w Japonii.